# كون دوهرتي
كون دوهرتي (بالإنجليزية: Con Doherty)‏ هو لاعب كرة قدم أسترالية أسترالي، ولد في 8 نوفمبر 1884، وتوفي في 28 يونيو 1967.

## وصلات خارجية
- كون دوهرتي على موقع AustralianFootball.com (الإنجليزية)
- كون دوهرتي على موقع AFLtables.com (الإنجليزية)